# Asociativnost
V matematiki je asociativnost lastnost nekaterih dvočlenih operacij, ki pomeni, da sprememba oklepajev v izrazu ne vpliva na rezultat. To pomeni, da za določeno dvočleno operacijo {\displaystyle \circ } velja:
{\displaystyle (a\circ b)\circ c=a\circ (b\circ c)},
kjer so {\displaystyle a}, {\displaystyle b} in {\displaystyle c} poljubni elementi iz množice, na kateri je operacija definirana.
Primeri asociativnih operacij so seštevanje in množenje realnih in kompleksnih števil, presek in unija množic, sestavljanje funkcij (kompozicija), seštevanje vektorjev, ter logični operatorji, kot sta konjunkcija ({\displaystyle \land }) in disjunkcija ({\displaystyle \lor }).
Množica zaprta z asociativno dvočleno operacijo se imenuje polgrupa.